# Juergen Staack
Juergen Staack (* 1978 en Doberlug-Kirchhain) es un artista alemán de arte minimalista y conceptual de Düsseldorf.

## Carrera
Tras completar el bachillerato, Juergen Staack se formó como fotógrafo. Después asistió a la Academia de Arte de Düsseldorf de 2002 a 2008, donde estudió con Thomas Ruff y Christopher Williams. En 2003, siendo aún estudiante, fundó el grupo artístico FEHLSTELLE junto con otros estudiantes.

## Obra
Staack desarrolló sus propias formas de expresión en la fotografía conceptual muy pronto en su carrera, cuestionando tanto la traducibilidad de la fotografía al lenguaje como la "fragilidad material de la fotografía analógica y, en su calidad de fugaz, también de la fotografía digital". Para ello, utiliza diversos medios como la performance, el sonido, el vídeo, la escultura y la fotografía, y con frecuencia convierte al espectador en un componente constitutivo de la propia obra de arte. Los temas recurrentes en la obra de Staack incluyen la relación entre la imagen y su reproducción, así como su autenticidad y origen, que cuestiona repetidamente. "Sus dibujos, instalaciones sonoras, imágenes parlantes y actuaciones poéticas", como comenta la periodista Helga Meister de forma lacónica, "demuestran los límites de la representación visual".  Por su parte, Peter Friese, ex director del Museo Weserburg de Bremen, concluye:
En su obra artística, Staack no sólo se interesa por las cuestiones de ¿Qué es una imagen? ¿Qué constituye una imagen? ¿Cómo, cuándo y dónde surge? Sino también: ¿cuál es la importancia de una imagen en un mundo formado por estímulos visuales? Encuentra su terreno como artista conceptual precisamente en la controvertida pretensión de verdad de la imagen y en la saturación masiva de nuestro mundo con medios de comunicación cada vez más avanzados. Los resultados de esta investigación son, en parte, sorprendentes investigaciones críticas con la imagen y los medios de comunicación. Staack se mueve aquí en las zonas liminares de la fotografía y, con una mirada crítica que cuestiona los contextos, examina el uso socialmente anclado de las imágenes con la información que atraviesa varios medios, con el lenguaje y el texto.
Para Staack, los procesos inesperados de transformación y traducción desempeñan un papel especial en sentido literal y metafórico. Utilizando códigos ilegibles o noticias que se disuelven, sus obras desbaratan las estructuras clásicas de comunicación, llevándolas a veces a extremos absurdos. Al hacerlo, demuestran "no sólo las brechas entre la percepción y la comunicación, sino también los límites de la representación visual". En la era de una cultura visual global que lo domina todo", según la historiadora del arte Sabine Maria Schmidt, "Juergen Staack plantea la cuestión de los fundamentos y elementos que generan las imágenes de una forma totalmente nueva".

## Exposiciones[7]

### Exposiciones individuales
- 2006: Left Behind, … Missing Pictures, Gallery Space Other, Boston (Estados Unidos de América)
- 2010: Transformation, Konrad Fischer Galerie, Düsseldorf (Alemania)
- 2013: SAKHA, Konrad Fischer Galerie, Berlin (Alemania)
- 2013: Script, artothek – Raum für Junge Kunst, Köln (Alemania)
- 2014: Zwei, Galerie Konrad Fischer, Düsseldorf (Alemania)
- 2016: Reduktion der Wirklichkeit, Kunstverein Oldenburg, Oldenburg (Alemania)
- 2016: DISPUT, Kunstverein Ruhr, Essen (Alemania)
- 2020: Hans-Peter Feldmann, Thomas Ruff, Juergen Staack, Konrad Fischer Galerie, Düsseldorf (Alemania)
- 2023: Eilike Schlenkhoff, Juergen Staack, Marburger Kunstverein, Marburg (Alemania)
- 2023: Time, Da in die Front, Düsseldorf (Alemania)
- 2023: ABERRATION - EROSION -V1S10N, LOHAUS SOMINSKY Galería, Múnich (Alemania)
- 2024: UNSERDEUTSCH, Konrad Fischer Galerie, Berlin (Alemania)
- 2025: The Order of Time, SEOJUNG ART Galería, Seúl (República de Corea)

### Exposiciones colectivas (selección)
- 2004 realismus update, Jacobi Haus Künstlerverein Malkasten, Düsseldorf (Alemania)
- 2005: Rencontre des Arles, Arlés (Francia)
- 2009: FEHLSTELLE – LA ZONA, Public Space, Mailand (Italia)
- 2010: Aber Schwarz ist keine Farbe, Konrad Fischer Galerie, Düsseldorf (Alemania)
- 2011: ars viva – 2011/12, Museum Folkwang, Essen; Riga Art Space, Riga (Litauen); Museum Weserburg, Bremen (Alemania)
- 2011: Hantmann Staack, Kunstraum, Düsseldorf (Alemania)
- 2012: Renania Libre, Gallery Helga de Alvear, Madrid (España)
- 2013: Transfer, MMCA, National Museum for Contemporary Art, Seoul; Museum Osthaus, Hagen (Alemania)
- 2015: AAA – Art and the City, Zürich
- 2015: More Konzeption – Conception now, Museum Morsbroich, Leverkusen (Alemania)
- 2015: daily sounds around, Weltkunstzimmer, Düsseldorf (Alemania)
- 2016: Offenes Depot, Kunsthaus NRW Kornelimünster, Aachen (Alemania)
- 2017: Duett mit KünstlerIn, Museum Morsbroich, Leverkusen (Alemania)
- 2017: Luther und die Avantgarde, Altes Gefängnis, Wittenberg (Alemania)
- 2017: asphalt – Kunststörer, Alte Kämmerei, Düsseldorf (Alemania)
- 2017: Mit den Händen zu greifen und doch nicht zu fassen, Kunsthalle Mainz, Mainz (Alemania)
- 2017: Stress Field, Fine Arts Literature Art Center, Wuhan (China)
- 2017: Duett mit KünstlerIn, Belvedere 21, Wien (Austria)
- 2018: Deutschland ist keine Insel, Bundeskunsthalle, Bonn (Alemania)
- 2018: büro komplex, Kunsthaus NRW, Aachen (Alemania)
- 2019: Listen to the image, look at the sound, Kai10 – Arthena Foundation, Düsseldorf (Alemania)
- 2021: Sound and Silence, Kunstmuseum Bonn, Bonn (Alemania)
- 2022: Channel: Wave-Particle-Duality, Changwon Skulpturen Biennale, Changwon (República de Corea)
- 2022: Die Wirklichkeit ist sowieso schon da, Weltkunstzimmer, Düsseldorf (Alemania)
- 2023: Bis die Bude brummt - 30-jähriges Jubiläum des Fördervereins Museum für Neue Kunst, Museum für Neue Kunst, Freiburg (Alemania)
- 2024: Liminal Stages: Explorations on Perception, Existence and Techno-consciousness, Wind H Art Center, Pekín (China)
- 2024: Welt anschauen - Positionen der aktuellen Postfotografie und digitalen Bildkultur, Kunstsammlungen Chemnitz, Chemnitz (Alemania)
- 2024: Untimely Resonance - Betwixt & Between Waves, Alternativ Space LOOP, Seúl (República de Corea)
- 2025: VERBAL NON VERBAL, LOHAUS SOMINSKY Galería, Múnich (Alemania)

## Obras en colecciones
- Colección de Arte Contemporáneo de la República Federal de Alemania[8]
- Colección Museo Folkwang[9]
- Colección Renania del Norte-Westfalia[10]
- Colección del Museo Palacio de Arte de Düsseldorf
- Colección Wemhöhner[11]
- Colección Philara[12]

## Premios y becas

### Premios[7]
- 2011: Premio de la ciudad de Düsseldorf para las bellas artes[13]
- 2011: Premio ars viva de bellas artes[14]
- 2012: NEW POSITIONS (Art Cologne)[15]

### Becas[7]
- 2009: Artist in Residence, Tokyo Wonder Site
- 2009: Kunststiftung NRW, subvención para Transcription-Image (die Sprache der Ainu)
- 2012: Kunststiftung NRW, subvención para Eisflüstern
- 2012: Artist in Residence, Changdong Seoul (TRANSFER NRW–Korea), Südkorea
- 2013: Artist in Residence, Art Space Estemp, Sao Paulo
- 2015: Stiftung Kunstfonds (Arbeitsstipendium)
- 2015: Artist in Residence, Hongcheon (Pink Factory), Südkorea
- 2020: Stiftung Kunstfonds, subvención para 7 Rooms of Life
- 2020: Stiftung Kunstfonds, subvención para Unser-Deutsch auf Papua Neu-Guinea